# Pachyrinozaur
Pachyrinozaur (Pachyrhinosaurus) – rodzaj późnokredowego ceratopsa z Ameryki Północnej.
Nazwa rodzajowa Pachyrhinosaurus oznacza „grubonosy jaszczur”.

## Budowa ciała

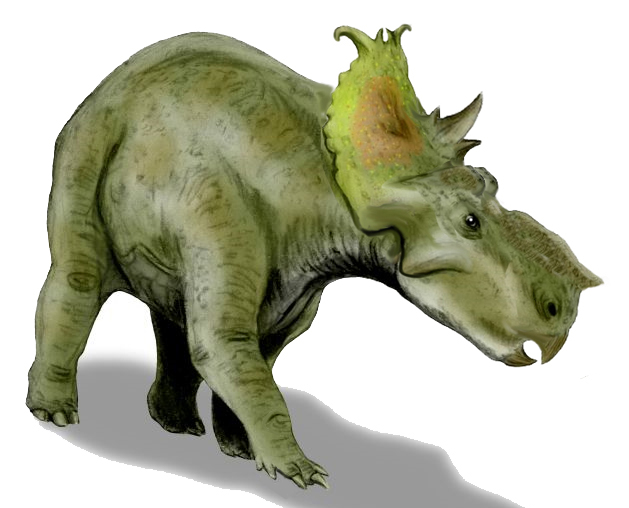
Rekonstrukcja P. lakustai

Pachyrinozaur i jego bliski krewny achelozaur wyróżniają się obecnością dużych, guzowatych wyrośli zdobiących kości nosowe. Wyróżnia je również zmodyfikowana ornamentacja obszaru leżącego za oczodołem.

## Rozmieszczenie geograficzne
Pachrinozaur zamieszkiwał tereny dzisiejszej Alberty i Alaski.

## Paleobiologia
Pachyrinozaur był, podobnie jak inne ceratopsy, zwierzęciem roślinożernym.
Masowy grób, jaki został odkryty w 1972, wskazuje na to, że prawdopodobnie pachyrinozaury żyły stadnie i zostały zaskoczone przez powódź. Obecność kilku grup wiekowych zdaje się zaś wskazywać na pewien rodzaj opieki nad potomstwem.
Z przeprowadzonej przez Ericksona i Druckenmillera (2011) analizy histologicznej okazu UAMES 3551, kości udowej pachyrinozaura pochodzącej z północno-wschodniej Alaski, wynika, że osobnik ten zginął w 19. roku życia, nie zakończywszy jeszcze wzrostu. Zwierzę gwałtownie rosło przez pierwsze dwa lata życia: pod koniec pierwszego roku osiągało 28% ostatecznych rozmiarów, a pod koniec drugiego roku – 40%. Potem tempo wzrostu wyraźnie spadało. Na podstawie porównań z innymi ceratopsami zasugerowano, że pachyrinozaur dojrzewał płciowo w 9. roku życia. Obecność wyraźnych linii zahamowanego wzrostu wskazuje, że noc polarną, trwającą tam wówczas około dwóch-trzech miesięcy, zwierzęta spędzały na siedliskach polarnych.

## Historia odkryć
Pierwsze skamieniałości pachyrinozaura zostały odkryte przez Charlesa M. Sternberga w 1946, w kanadyjskiej prowincji Alberta oraz opisane i nazwane w 1950.
W roku 1972 Al Lakusta odkrył w Albercie nagromadzenie szczątków pachyrinozaura, skamieniałości skończono wydobywać dopiero pod koniec lat 80. Okazało się, że na jednym metrze kwadratowym znajdowało się aż do 100 kości. W sumie wydobyto 14 czaszek i 3,5 tysiąca innych elementów kostnych.

## Systematyka

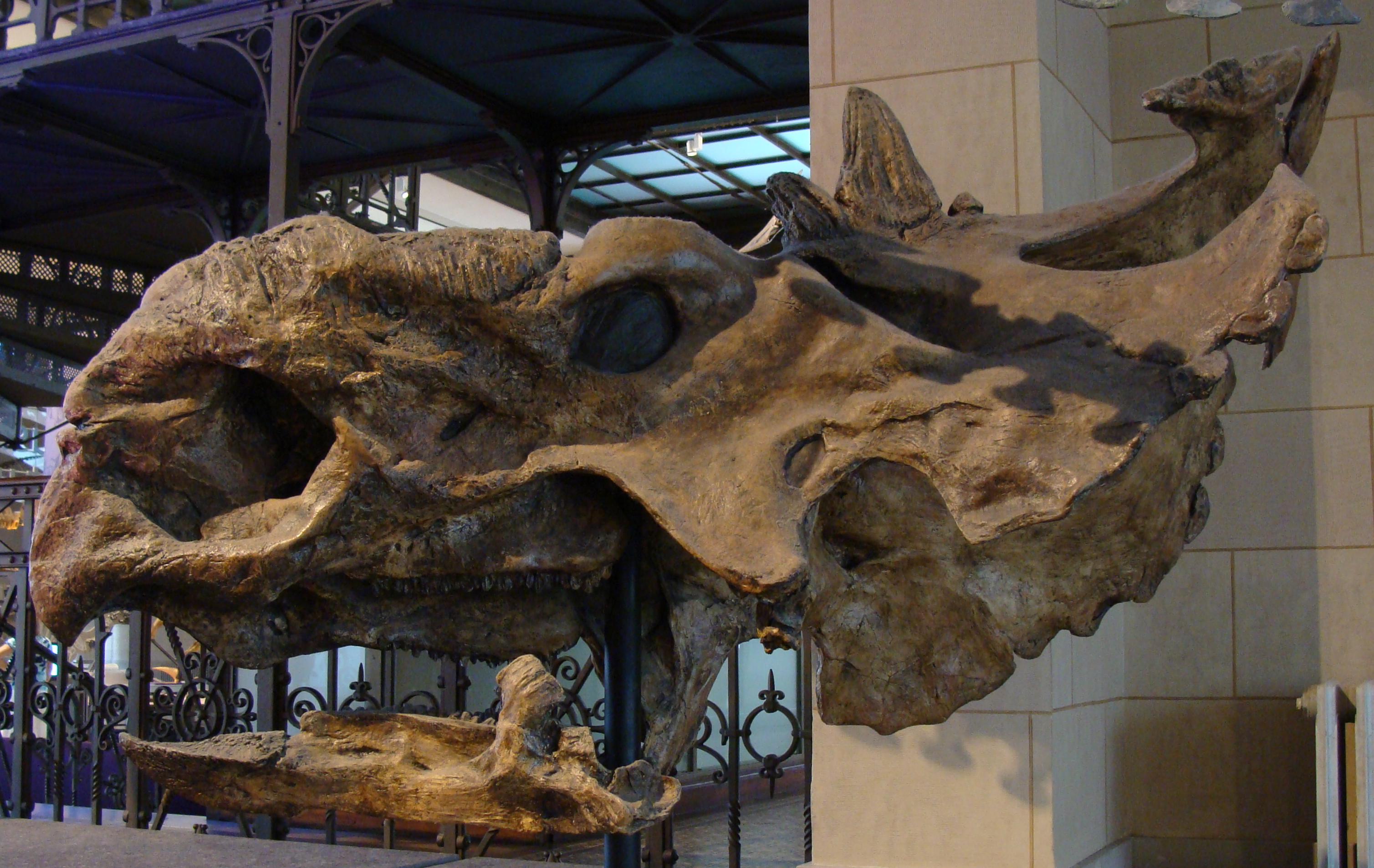
Czaszka P. lakustai

Ryan i współpracownicy w analizie znaleziska TMP 2002.76.1 uznali jego trychotomię z pachyrinozaurem i achelozaurem. Wcześniej uznawano klad obejmujący dwa wymienione z nazwy rodzaje. Analiza przeprowadzona w 2012 roku przez Fiorillo i Tykoskiego zasugerowała z kolei, że TMP 2002.76.1 jest bliżej spokrewniony z pachyrinozaurem niż z achelozaurem. Klad obejmujący ostatniego wspólnego przodka Pachyrhinosaurus canadensis i Achelousaurus horneri i wszystkich jego potomków otrzymał nazwę Pachyrostra.
Kladogram Pachyrostra według Fiorillo i Tykoskiego (2012)
|  | P. lakustai                                                    |
|  |                                                                |
|  | \| \| P. canadensis \| \| \| \| \| \| P. perotorum \| \| \| \| |
|  |                                                                |
|  | P. canadensis                                                  |
|  |                                                                |
|  | P. perotorum                                                   |
|  |                                                                |

|  | P. canadensis |
|  |               |
|  | P. perotorum  |
|  |               |

|  | P. lakustai                                                    |
|  |                                                                |
|  | \| \| P. canadensis \| \| \| \| \| \| P. perotorum \| \| \| \| |
|  |                                                                |
|  | P. canadensis                                                  |
|  |                                                                |
|  | P. perotorum                                                   |
|  |                                                                |

|  | P. canadensis |
|  |               |
|  | P. perotorum  |
|  |               |

|  | P. lakustai                                                    |
|  |                                                                |
|  | \| \| P. canadensis \| \| \| \| \| \| P. perotorum \| \| \| \| |
|  |                                                                |
|  | P. canadensis                                                  |
|  |                                                                |
|  | P. perotorum                                                   |
|  |                                                                |

|  | P. canadensis |
|  |               |
|  | P. perotorum  |
|  |               |

|  | P. lakustai                                                    |
|  |                                                                |
|  | \| \| P. canadensis \| \| \| \| \| \| P. perotorum \| \| \| \| |
|  |                                                                |
|  | P. canadensis                                                  |
|  |                                                                |
|  | P. perotorum                                                   |
|  |                                                                |

|  | P. canadensis |
|  |               |
|  | P. perotorum  |
|  |               |